# باريس روبيه للسيدات 2023
باريس روبيه للسيدات 2023 (بالفرنسية: Paris-Roubaix Femmes 2023) هو سباق دراجات هوائية، وهو الموسم الثالث من باريس روبيه للسيدات ‏، وأقيم في 8 أبريل 2023 ضمن سباقات طواف العالم للدراجات للسيدات 2023، وشارك فيه  140 متسابقاً ووصل إلى نهايته  104 متسابقاً.
فاز بالمركز الأول أليسون جاكسون، وفاز بالمركز الثاني Katia Ragusa ‏، وفاز بالمركز الثالث Marthe Truyen ‏، وتصدر تصنيف طواف العالم لوت كوبيكي.

## الفرق
| فرق سيدات عالمية (15)- Lidl–Trek (women's team) ‏ - إس دي وركس 2023 ‏ - كانيون–إس آر إيه إم ‏ - FDJ–Suez ‏ - جامبو فيسما للسيدات ‏ - فريق سنويب للسيدات ‏ - موفيستار للسيدات ‏ - ليف ريسينغ ‏ - يو أي أيه تيم 2023 ‏ - EF Education–Tibco–SVB ‏ - فريق أونو إكس برو للدراجات للسيدات 2023 ‏ - Liv AlUla Jayco ‏ - رالي سايكلنج 2023 ‏ - فريق كوجياس ميتلر لوك برو للدراجات ‏ - بلانتور بورا سيلينج تيم ‏ فرق دراجات قارية سيدات (7)- Cofidis Women Team ‏ - باركهوتل فالكنبورغ ‏ - إن إكس تي جي ريسينغ ‏ - Zaaf Cycling Team ‏ - دروبز ‏ - St. Michel–Preference Home–Auber93 (women's team) ‏ - استاد روشليه شارينت ماريتايم 2023 ‏ فرق دراجات قارية سيدات (2)- Ceratizit Pro Cycling ‏ - اركيا للسيدات ‏ |  |
| |  |

## المشاركون
| Lidl–Trek (women's team) ‏ TFS | Lidl–Trek (women's team) ‏ TFS | Lidl–Trek (women's team) ‏ TFS |
| ----------------------------- | ----------------------------- | ----------------------------- |
| م                             | عداء                          | مرتبة                         |
| 1                             | إليسا ونغو بورغيني            | 21                            |
| 2                             | Elynor Bäckstedt ‏             | 76                            |
| 3                             | إليسا بالسامو (طريق)          | 58                            |
| 4                             | لوسيندا براند                 | 12                            |
| 5                             | ليزا كلاين                    | 38                            |
| 6                             | Ilaria Sanguineti ‏            | 102                           |

| إس دي وركس ‏ SDW | إس دي وركس ‏ SDW       | إس دي وركس ‏ SDW |
| --------------- | --------------------- | --------------- |
| م               | عداء                  | مرتبة           |
| 11              | لوت كوبيكي            | 7               |
| 12              | إيلينا سيتشيني        | 55              |
| 13              | باربرا جوارشي         | 90              |
| 14              | كريستين ماجروس (طريق) | 57              |
| 15              | فيمكا ماركوس          | 19              |
| 16              | لورينا ويبيس (طريق)   | 49              |

| كانيون–إس آر إيه إم ‏ CSR | كانيون–إس آر إيه إم ‏ CSR  | كانيون–إس آر إيه إم ‏ CSR |
| ------------------------ | ------------------------- | ------------------------ |
| م                        | عداء                      | مرتبة                    |
| 21                       | Elise Chabbey ‏            | 16                       |
| 22                       | Shari Bossuyt ‏            | 61                       |
| 23                       | تيفاني كرومويل            | لم يكمل السباق           |
| 24                       | Agnieszka Skalniak-Sójka ‏ | 34                       |
| 25                       | Alice Towers ‏ (طريق)      | 23                       |
| 26                       | Maike van der Duin ‏       | 48                       |

| FDJ–Suez ‏ FST | FDJ–Suez ‏ FST      | FDJ–Suez ‏ FST  |
| ------------- | ------------------ | -------------- |
| م             | عداء               | مرتبة          |
| 31            | غريس براون         | 13             |
| 32            | Clara Copponi ‏     | لم يكمل السباق |
| 33            | أوجيني دوفال       | 4              |
| 34            | Maëlle Grossetête ‏ | لم يكمل السباق |
| 35            | Marie Le Net ‏      | 41             |
| 36            | جادي فيل           | لم يكمل السباق |

| جامبو فيسما للسيدات ‏ TJV | جامبو فيسما للسيدات ‏ TJV | جامبو فيسما للسيدات ‏ TJV |
| ------------------------ | ------------------------ | ------------------------ |
| م                        | عداء                     | مرتبة                    |
| 41                       | ماريان فوس               | 10                       |
| 42                       | Teuntje Beekhuis ‏        | 40                       |
| 43                       | Coryn Labecki            | 79                       |
| 44                       | Linda Riedmann ‏          | لم يكمل السباق           |
| 45                       | Noemi Rüegg ‏             | 45                       |
| 46                       | Nienke Veenhoven ‏        | OTL                      |

| فريق سنويب للسيدات ‏ DSM | فريق سنويب للسيدات ‏ DSM | فريق سنويب للسيدات ‏ DSM |
| ----------------------- | ----------------------- | ----------------------- |
| م                       | عداء                    | مرتبة                   |
| 51                      | فايفر جورجي             | 8                       |
| 52                      | Daniek Hengeveld ‏       | 36                      |
| 53                      | Megan Jastrab ‏          | 88                      |
| 54                      | فرانشيسكا كوش ‏          | 33                      |
| 55                      | Charlotte Kool ‏         | 63                      |
| 56                      | Maeve Plouffe ‏          | 101                     |

| Ceratizit Pro Cycling ‏ WNT | Ceratizit Pro Cycling ‏ WNT | Ceratizit Pro Cycling ‏ WNT |
| -------------------------- | -------------------------- | -------------------------- |
| م                          | عداء                       | مرتبة                      |
| 61                         | ساندرا ألونسو              | لم يكمل السباق             |
| 62                         | فرانزيسكا بروس             | لم يكمل السباق             |
| 63                         | Mylène de Zoete ‏           | لم يبدأ                    |
| 64                         | Arianna Fidanza ‏           | 43                         |
| 65                         | Marta Lach ‏                | 6                          |
| 66                         | Kathrin Schweinberger ‏     | 72                         |

| موفيستار للسيدات ‏ MOV | موفيستار للسيدات ‏ MOV | موفيستار للسيدات ‏ MOV |
| --------------------- | --------------------- | --------------------- |
| م                     | عداء                  | مرتبة                 |
| 71                    | فلورتجي ماكايج        | 32                    |
| 72                    | أود بيانيك            | لم يكمل السباق        |
| 73                    | شيلا جوتيريز          | لم يكمل السباق        |
| 74                    | غلوريا رودريغيز       | 104                   |
| 75                    | أرلينيس سيرا (طريق)   | 56                    |

| ليف ريسينغ ‏ LIV | ليف ريسينغ ‏ LIV          | ليف ريسينغ ‏ LIV |
| --------------- | ------------------------ | --------------- |
| م               | عداء                     | مرتبة           |
| 81              | Valerie Demey ‏           | 100             |
| 82              | Rachele Barbieri ‏        | 93              |
| 83              | Marta Jaskulska ‏         | 70              |
| 84              | Jeanne Korevaar ‏         | 92              |
| 85              | Tereza Neumanová ‏ (طريق) | OTL             |
| 86              | Katia Ragusa ‏            | 2               |

| يو أي أيه تيم ‏ UAD | يو أي أيه تيم ‏ UAD  | يو أي أيه تيم ‏ UAD |
| ------------------ | ------------------- | ------------------ |
| م                  | عداء                | مرتبة              |
| 91                 | مارتا باستيانيلي    | 24                 |
| 92                 | يوجينة بوجاك (طريق) | 44                 |
| 93                 | كيارا كونسوني       | 9                  |
| 94                 | إليزابيث هولدن      | 30                 |
| 95                 | Karolina Kumięga ‏   | 59                 |
| 96                 | Laura Tomasi ‏       | 26                 |

| Cofidis Women Team ‏ COF | Cofidis Women Team ‏ COF  | Cofidis Women Team ‏ COF |
| ----------------------- | ------------------------ | ----------------------- |
| م                       | عداء                     | مرتبة                   |
| 101                     | Victoire Berteau ‏        | 29                      |
| 102                     | Alana Castrique ‏         | 85                      |
| 103                     | Séverine Eraud ‏          | OTL                     |
| 104                     | فالنتاين فورتين          | 82                      |
| 105                     | Gabrielle Pilote Fortin ‏ | OTL                     |
| 106                     | Josie Talbot ‏            | 51                      |

| باركهوتل فالكنبورغ ‏ PHV | باركهوتل فالكنبورغ ‏ PHV | باركهوتل فالكنبورغ ‏ PHV |
| ----------------------- | ----------------------- | ----------------------- |
| م                       | عداء                    | مرتبة                   |
| 111                     | كيرستي فان هافتن        | 64                      |
| 112                     | Lieke Nooijen ‏          | OTL                     |
| 113                     | Scarlett Souren ‏        | OTL                     |
| 114                     | NED                     | 87                      |
| 115                     | BEL                     | 80                      |
| 116                     | Sofie van Rooijen ‏      | OTL                     |

| إن إكس تي جي ريسينغ ‏ AGS | إن إكس تي جي ريسينغ ‏ AGS | إن إكس تي جي ريسينغ ‏ AGS |
| ------------------------ | ------------------------ | ------------------------ |
| م                        | عداء                     | مرتبة                    |
| 121                      | رومي كاسبر               | 17                       |
| 122                      | Julia Borgström ‏         | 22                       |
| 123                      | BEL                      | 42                       |
| 124                      | Britt Knaven ‏            | لم يكمل السباق           |
| 125                      | Lone Meertens ‏           | 86                       |
| 126                      | NED                      | لم يبدأ                  |

| EF Education–Tibco–SVB ‏ TIB | EF Education–Tibco–SVB ‏ TIB | EF Education–Tibco–SVB ‏ TIB |
| --------------------------- | --------------------------- | --------------------------- |
| م                           | عداء                        | مرتبة                       |
| 131                         | Zoe Bäckstedt ‏              | 46                          |
| 132                         | Letizia Borghesi ‏           | 53                          |
| 133                         | Clara Honsinger ‏            | 77                          |
| 134                         | أليسون جاكسون               | 1                           |
| 135                         | Sara Poidevin ‏              | OTL                         |
| 136                         | لورين ستيفنز                | لم يكمل السباق              |

| اركيا للسيدات ‏ ARK | اركيا للسيدات ‏ ARK       | اركيا للسيدات ‏ ARK |
| ------------------ | ------------------------ | ------------------ |
| م                  | عداء                     | مرتبة              |
| 141                | Amandine Fouquenet ‏      | لم يكمل السباق     |
| 142                | Maaike Coljé ‏            | لم يكمل السباق     |
| 143                | Maryanne Hinault‏         | OTL                |
| 144                | Marie-Morgane Le Deunff ‏ | 52                 |
| 145                | Anaïs Morichon ‏          | 84                 |
| 146                | Maurène Trégouët ‏        | لم يكمل السباق     |

| فريق أونو إكس برو للدراجات للسيدات ‏ UXT | فريق أونو إكس برو للدراجات للسيدات ‏ UXT | فريق أونو إكس برو للدراجات للسيدات ‏ UXT |
| --------------------------------------- | --------------------------------------- | --------------------------------------- |
| م                                       | عداء                                    | مرتبة                                   |
| 151                                     | أمالي ديديريكسن                         | 54                                      |
| 152                                     | Anniina Ahtosalo ‏ (طريق)                | 66                                      |
| 153                                     | سوزان أندرسن                            | 27                                      |
| 154                                     | ماريا جوليا كونفالونيري                 | 28                                      |
| 155                                     | Julie Norman Leth                       | 11                                      |
| 156                                     | Amalie Lutro ‏                           | 81                                      |

| Zaaf Cycling Team ‏ ZAF | Zaaf Cycling Team ‏ ZAF      | Zaaf Cycling Team ‏ ZAF |
| ---------------------- | --------------------------- | ---------------------- |
| م                      | عداء                        | مرتبة                  |
| 161                    | Maggie Coles-Lyster ‏ (طريق) | 68                     |
| 162                    | Lucía García ‏               | OTL                    |
| 163                    | Marta Romance‏               | OTL                    |
| 164                    | Debora Silvestri ‏           | 69                     |
| 165                    | Emanuela Zanetti‏            | OTL                    |
| 166                    | ابتسام محمد                 | OTL                    |

| دروبز ‏ DRP | دروبز ‏ DRP                 | دروبز ‏ DRP     |
| ---------- | -------------------------- | -------------- |
| م          | عداء                       | مرتبة          |
| 171        | Typhaine Laurance ‏         | OTL            |
| 172        | Maddie Leech ‏              | لم يكمل السباق |
| 173        | Kate Richardson (cyclist) ‏ | OTL            |
| 174        | Kaja Rysz ‏                 | 97             |
| 175        | April Tacey ‏               | 73             |
| 176        | Margaux Vigié ‏             | 14             |

| Liv AlUla Jayco ‏ BEX | Liv AlUla Jayco ‏ BEX | Liv AlUla Jayco ‏ BEX |
| -------------------- | -------------------- | -------------------- |
| م                    | عداء                 | مرتبة                |
| 181                  | Amber Pate ‏          | 18                   |
| 182                  | جيسيكا ألين          | 91                   |
| 183                  | Teniel Campbell ‏     | 78                   |
| 184                  | Georgie Howe ‏        | 47                   |
| 185                  | نينا كيسلر           | 31                   |
| 186                  | ليتيزيا باتيرنوستر   | 65                   |

| رالي سايكلنج ‏ HPW | رالي سايكلنج ‏ HPW          | رالي سايكلنج ‏ HPW |
| ----------------- | -------------------------- | ----------------- |
| م                 | عداء                       | مرتبة             |
| 191               | Audrey Cordon-Ragot (طريق) | 35                |
| 192               | ميكي كروجر                 | 75                |
| 193               | USA                        | 89                |
| 194               | Jesse Vandenbulcke ‏        | 20                |
| 195               | Marjolein van 't Geloof ‏   | 60                |
| 196               | ليلي وليامز                | 67                |

| فريق كوجياس ميتلر لوك برو للدراجات ‏ CGS | فريق كوجياس ميتلر لوك برو للدراجات ‏ CGS | فريق كوجياس ميتلر لوك برو للدراجات ‏ CGS |
| --------------------------------------- | --------------------------------------- | --------------------------------------- |
| م                                       | عداء                                    | مرتبة                                   |
| 201                                     | كارولين باور (طريق)                     | 71                                      |
| 202                                     | GER                                     | 94                                      |
| 203                                     | Sofia Collinelli ‏                       | 74                                      |
| 204                                     | Mia Griffin ‏                            | 83                                      |
| 205                                     | Silvia Magri ‏                           | لم يكمل السباق                          |

| St. Michel–Preference Home–Auber93 (women's team) ‏ AUB | St. Michel–Preference Home–Auber93 (women's team) ‏ AUB | St. Michel–Preference Home–Auber93 (women's team) ‏ AUB |
| ------------------------------------------------------ | ------------------------------------------------------ | ------------------------------------------------------ |
| م                                                      | عداء                                                   | مرتبة                                                  |
| 211                                                    | روكسان فورنييه                                         | OTL                                                    |
| 212                                                    | FRA                                                    | 95                                                     |
| 213                                                    | Simone Boilard ‏                                        | 39                                                     |
| 214                                                    | Marion Borras ‏                                         | 5                                                      |
| 215                                                    | Célia Le Mouel ‏                                        | OTL                                                    |
| 216                                                    | FRA                                                    | 50                                                     |

| بلانتور بورا سيلينج تيم ‏ ___ | بلانتور بورا سيلينج تيم ‏ ___    | بلانتور بورا سيلينج تيم ‏ ___ |
| ---------------------------- | ------------------------------- | ---------------------------- |
| م                            | عداء                            | مرتبة                        |
| 221                          | ساني كانت                       | لم يكمل السباق               |
| 222                          | Millie Couzens ‏                 | 62                           |
| 223                          | Evy Kuijpers ‏                   | 37                           |
| 224                          | ماريا مارتينز                   | 25                           |
| 225                          | Christina Schweinberger ‏ (طريق) | 15                           |
| 226                          | Marthe Truyen ‏                  | 3                            |

| شارينت ماريتايم سيلينج للسيدات ‏ CMW | شارينت ماريتايم سيلينج للسيدات ‏ CMW | شارينت ماريتايم سيلينج للسيدات ‏ CMW |
| ----------------------------------- | ----------------------------------- | ----------------------------------- |
| م                                   | عداء                                | مرتبة                               |
| 231                                 | Frances Janse van Rensburg ‏ (طريق)  | 96                                  |
| 232                                 | Noémie Abgrall ‏                     | 103                                 |
| 233                                 | FRA                                 | OTL                                 |
| 234                                 | Lucy Gadd‏                           | 98                                  |
| 235                                 | Chloé Schoenenberger ‏               | OTL                                 |
| 236                                 | Maëva Squiban ‏                      | 99                                  |

| Lidl–Trek (women's team) ‏ TFS | Lidl–Trek (women's team) ‏ TFS | Lidl–Trek (women's team) ‏ TFS |
| ----------------------------- | ----------------------------- | ----------------------------- |
| م                             | عداء                          | مرتبة                         |
| 1                             | إليسا ونغو بورغيني            | 21                            |
| 2                             | Elynor Bäckstedt ‏             | 76                            |
| 3                             | إليسا بالسامو (طريق)          | 58                            |
| 4                             | لوسيندا براند                 | 12                            |
| 5                             | ليزا كلاين                    | 38                            |
| 6                             | Ilaria Sanguineti ‏            | 102                           |

| إس دي وركس ‏ SDW | إس دي وركس ‏ SDW       | إس دي وركس ‏ SDW |
| --------------- | --------------------- | --------------- |
| م               | عداء                  | مرتبة           |
| 11              | لوت كوبيكي            | 7               |
| 12              | إيلينا سيتشيني        | 55              |
| 13              | باربرا جوارشي         | 90              |
| 14              | كريستين ماجروس (طريق) | 57              |
| 15              | فيمكا ماركوس          | 19              |
| 16              | لورينا ويبيس (طريق)   | 49              |

| كانيون–إس آر إيه إم ‏ CSR | كانيون–إس آر إيه إم ‏ CSR  | كانيون–إس آر إيه إم ‏ CSR |
| ------------------------ | ------------------------- | ------------------------ |
| م                        | عداء                      | مرتبة                    |
| 21                       | Elise Chabbey ‏            | 16                       |
| 22                       | Shari Bossuyt ‏            | 61                       |
| 23                       | تيفاني كرومويل            | لم يكمل السباق           |
| 24                       | Agnieszka Skalniak-Sójka ‏ | 34                       |
| 25                       | Alice Towers ‏ (طريق)      | 23                       |
| 26                       | Maike van der Duin ‏       | 48                       |

| FDJ–Suez ‏ FST | FDJ–Suez ‏ FST      | FDJ–Suez ‏ FST  |
| ------------- | ------------------ | -------------- |
| م             | عداء               | مرتبة          |
| 31            | غريس براون         | 13             |
| 32            | Clara Copponi ‏     | لم يكمل السباق |
| 33            | أوجيني دوفال       | 4              |
| 34            | Maëlle Grossetête ‏ | لم يكمل السباق |
| 35            | Marie Le Net ‏      | 41             |
| 36            | جادي فيل           | لم يكمل السباق |

| جامبو فيسما للسيدات ‏ TJV | جامبو فيسما للسيدات ‏ TJV | جامبو فيسما للسيدات ‏ TJV |
| ------------------------ | ------------------------ | ------------------------ |
| م                        | عداء                     | مرتبة                    |
| 41                       | ماريان فوس               | 10                       |
| 42                       | Teuntje Beekhuis ‏        | 40                       |
| 43                       | Coryn Labecki            | 79                       |
| 44                       | Linda Riedmann ‏          | لم يكمل السباق           |
| 45                       | Noemi Rüegg ‏             | 45                       |
| 46                       | Nienke Veenhoven ‏        | OTL                      |

| فريق سنويب للسيدات ‏ DSM | فريق سنويب للسيدات ‏ DSM | فريق سنويب للسيدات ‏ DSM |
| ----------------------- | ----------------------- | ----------------------- |
| م                       | عداء                    | مرتبة                   |
| 51                      | فايفر جورجي             | 8                       |
| 52                      | Daniek Hengeveld ‏       | 36                      |
| 53                      | Megan Jastrab ‏          | 88                      |
| 54                      | فرانشيسكا كوش ‏          | 33                      |
| 55                      | Charlotte Kool ‏         | 63                      |
| 56                      | Maeve Plouffe ‏          | 101                     |

| Ceratizit Pro Cycling ‏ WNT | Ceratizit Pro Cycling ‏ WNT | Ceratizit Pro Cycling ‏ WNT |
| -------------------------- | -------------------------- | -------------------------- |
| م                          | عداء                       | مرتبة                      |
| 61                         | ساندرا ألونسو              | لم يكمل السباق             |
| 62                         | فرانزيسكا بروس             | لم يكمل السباق             |
| 63                         | Mylène de Zoete ‏           | لم يبدأ                    |
| 64                         | Arianna Fidanza ‏           | 43                         |
| 65                         | Marta Lach ‏                | 6                          |
| 66                         | Kathrin Schweinberger ‏     | 72                         |

| موفيستار للسيدات ‏ MOV | موفيستار للسيدات ‏ MOV | موفيستار للسيدات ‏ MOV |
| --------------------- | --------------------- | --------------------- |
| م                     | عداء                  | مرتبة                 |
| 71                    | فلورتجي ماكايج        | 32                    |
| 72                    | أود بيانيك            | لم يكمل السباق        |
| 73                    | شيلا جوتيريز          | لم يكمل السباق        |
| 74                    | غلوريا رودريغيز       | 104                   |
| 75                    | أرلينيس سيرا (طريق)   | 56                    |

| ليف ريسينغ ‏ LIV | ليف ريسينغ ‏ LIV          | ليف ريسينغ ‏ LIV |
| --------------- | ------------------------ | --------------- |
| م               | عداء                     | مرتبة           |
| 81              | Valerie Demey ‏           | 100             |
| 82              | Rachele Barbieri ‏        | 93              |
| 83              | Marta Jaskulska ‏         | 70              |
| 84              | Jeanne Korevaar ‏         | 92              |
| 85              | Tereza Neumanová ‏ (طريق) | OTL             |
| 86              | Katia Ragusa ‏            | 2               |

| يو أي أيه تيم ‏ UAD | يو أي أيه تيم ‏ UAD  | يو أي أيه تيم ‏ UAD |
| ------------------ | ------------------- | ------------------ |
| م                  | عداء                | مرتبة              |
| 91                 | مارتا باستيانيلي    | 24                 |
| 92                 | يوجينة بوجاك (طريق) | 44                 |
| 93                 | كيارا كونسوني       | 9                  |
| 94                 | إليزابيث هولدن      | 30                 |
| 95                 | Karolina Kumięga ‏   | 59                 |
| 96                 | Laura Tomasi ‏       | 26                 |

| Cofidis Women Team ‏ COF | Cofidis Women Team ‏ COF  | Cofidis Women Team ‏ COF |
| ----------------------- | ------------------------ | ----------------------- |
| م                       | عداء                     | مرتبة                   |
| 101                     | Victoire Berteau ‏        | 29                      |
| 102                     | Alana Castrique ‏         | 85                      |
| 103                     | Séverine Eraud ‏          | OTL                     |
| 104                     | فالنتاين فورتين          | 82                      |
| 105                     | Gabrielle Pilote Fortin ‏ | OTL                     |
| 106                     | Josie Talbot ‏            | 51                      |

| باركهوتل فالكنبورغ ‏ PHV | باركهوتل فالكنبورغ ‏ PHV | باركهوتل فالكنبورغ ‏ PHV |
| ----------------------- | ----------------------- | ----------------------- |
| م                       | عداء                    | مرتبة                   |
| 111                     | كيرستي فان هافتن        | 64                      |
| 112                     | Lieke Nooijen ‏          | OTL                     |
| 113                     | Scarlett Souren ‏        | OTL                     |
| 114                     | NED                     | 87                      |
| 115                     | BEL                     | 80                      |
| 116                     | Sofie van Rooijen ‏      | OTL                     |

| إن إكس تي جي ريسينغ ‏ AGS | إن إكس تي جي ريسينغ ‏ AGS | إن إكس تي جي ريسينغ ‏ AGS |
| ------------------------ | ------------------------ | ------------------------ |
| م                        | عداء                     | مرتبة                    |
| 121                      | رومي كاسبر               | 17                       |
| 122                      | Julia Borgström ‏         | 22                       |
| 123                      | BEL                      | 42                       |
| 124                      | Britt Knaven ‏            | لم يكمل السباق           |
| 125                      | Lone Meertens ‏           | 86                       |
| 126                      | NED                      | لم يبدأ                  |

| EF Education–Tibco–SVB ‏ TIB | EF Education–Tibco–SVB ‏ TIB | EF Education–Tibco–SVB ‏ TIB |
| --------------------------- | --------------------------- | --------------------------- |
| م                           | عداء                        | مرتبة                       |
| 131                         | Zoe Bäckstedt ‏              | 46                          |
| 132                         | Letizia Borghesi ‏           | 53                          |
| 133                         | Clara Honsinger ‏            | 77                          |
| 134                         | أليسون جاكسون               | 1                           |
| 135                         | Sara Poidevin ‏              | OTL                         |
| 136                         | لورين ستيفنز                | لم يكمل السباق              |

| اركيا للسيدات ‏ ARK | اركيا للسيدات ‏ ARK       | اركيا للسيدات ‏ ARK |
| ------------------ | ------------------------ | ------------------ |
| م                  | عداء                     | مرتبة              |
| 141                | Amandine Fouquenet ‏      | لم يكمل السباق     |
| 142                | Maaike Coljé ‏            | لم يكمل السباق     |
| 143                | Maryanne Hinault‏         | OTL                |
| 144                | Marie-Morgane Le Deunff ‏ | 52                 |
| 145                | Anaïs Morichon ‏          | 84                 |
| 146                | Maurène Trégouët ‏        | لم يكمل السباق     |

| فريق أونو إكس برو للدراجات للسيدات ‏ UXT | فريق أونو إكس برو للدراجات للسيدات ‏ UXT | فريق أونو إكس برو للدراجات للسيدات ‏ UXT |
| --------------------------------------- | --------------------------------------- | --------------------------------------- |
| م                                       | عداء                                    | مرتبة                                   |
| 151                                     | أمالي ديديريكسن                         | 54                                      |
| 152                                     | Anniina Ahtosalo ‏ (طريق)                | 66                                      |
| 153                                     | سوزان أندرسن                            | 27                                      |
| 154                                     | ماريا جوليا كونفالونيري                 | 28                                      |
| 155                                     | Julie Norman Leth                       | 11                                      |
| 156                                     | Amalie Lutro ‏                           | 81                                      |

| Zaaf Cycling Team ‏ ZAF | Zaaf Cycling Team ‏ ZAF      | Zaaf Cycling Team ‏ ZAF |
| ---------------------- | --------------------------- | ---------------------- |
| م                      | عداء                        | مرتبة                  |
| 161                    | Maggie Coles-Lyster ‏ (طريق) | 68                     |
| 162                    | Lucía García ‏               | OTL                    |
| 163                    | Marta Romance‏               | OTL                    |
| 164                    | Debora Silvestri ‏           | 69                     |
| 165                    | Emanuela Zanetti‏            | OTL                    |
| 166                    | ابتسام محمد                 | OTL                    |

| دروبز ‏ DRP | دروبز ‏ DRP                 | دروبز ‏ DRP     |
| ---------- | -------------------------- | -------------- |
| م          | عداء                       | مرتبة          |
| 171        | Typhaine Laurance ‏         | OTL            |
| 172        | Maddie Leech ‏              | لم يكمل السباق |
| 173        | Kate Richardson (cyclist) ‏ | OTL            |
| 174        | Kaja Rysz ‏                 | 97             |
| 175        | April Tacey ‏               | 73             |
| 176        | Margaux Vigié ‏             | 14             |

| Liv AlUla Jayco ‏ BEX | Liv AlUla Jayco ‏ BEX | Liv AlUla Jayco ‏ BEX |
| -------------------- | -------------------- | -------------------- |
| م                    | عداء                 | مرتبة                |
| 181                  | Amber Pate ‏          | 18                   |
| 182                  | جيسيكا ألين          | 91                   |
| 183                  | Teniel Campbell ‏     | 78                   |
| 184                  | Georgie Howe ‏        | 47                   |
| 185                  | نينا كيسلر           | 31                   |
| 186                  | ليتيزيا باتيرنوستر   | 65                   |

| رالي سايكلنج ‏ HPW | رالي سايكلنج ‏ HPW          | رالي سايكلنج ‏ HPW |
| ----------------- | -------------------------- | ----------------- |
| م                 | عداء                       | مرتبة             |
| 191               | Audrey Cordon-Ragot (طريق) | 35                |
| 192               | ميكي كروجر                 | 75                |
| 193               | USA                        | 89                |
| 194               | Jesse Vandenbulcke ‏        | 20                |
| 195               | Marjolein van 't Geloof ‏   | 60                |
| 196               | ليلي وليامز                | 67                |

| فريق كوجياس ميتلر لوك برو للدراجات ‏ CGS | فريق كوجياس ميتلر لوك برو للدراجات ‏ CGS | فريق كوجياس ميتلر لوك برو للدراجات ‏ CGS |
| --------------------------------------- | --------------------------------------- | --------------------------------------- |
| م                                       | عداء                                    | مرتبة                                   |
| 201                                     | كارولين باور (طريق)                     | 71                                      |
| 202                                     | GER                                     | 94                                      |
| 203                                     | Sofia Collinelli ‏                       | 74                                      |
| 204                                     | Mia Griffin ‏                            | 83                                      |
| 205                                     | Silvia Magri ‏                           | لم يكمل السباق                          |

| St. Michel–Preference Home–Auber93 (women's team) ‏ AUB | St. Michel–Preference Home–Auber93 (women's team) ‏ AUB | St. Michel–Preference Home–Auber93 (women's team) ‏ AUB |
| ------------------------------------------------------ | ------------------------------------------------------ | ------------------------------------------------------ |
| م                                                      | عداء                                                   | مرتبة                                                  |
| 211                                                    | روكسان فورنييه                                         | OTL                                                    |
| 212                                                    | FRA                                                    | 95                                                     |
| 213                                                    | Simone Boilard ‏                                        | 39                                                     |
| 214                                                    | Marion Borras ‏                                         | 5                                                      |
| 215                                                    | Célia Le Mouel ‏                                        | OTL                                                    |
| 216                                                    | FRA                                                    | 50                                                     |

| بلانتور بورا سيلينج تيم ‏ ___ | بلانتور بورا سيلينج تيم ‏ ___    | بلانتور بورا سيلينج تيم ‏ ___ |
| ---------------------------- | ------------------------------- | ---------------------------- |
| م                            | عداء                            | مرتبة                        |
| 221                          | ساني كانت                       | لم يكمل السباق               |
| 222                          | Millie Couzens ‏                 | 62                           |
| 223                          | Evy Kuijpers ‏                   | 37                           |
| 224                          | ماريا مارتينز                   | 25                           |
| 225                          | Christina Schweinberger ‏ (طريق) | 15                           |
| 226                          | Marthe Truyen ‏                  | 3                            |

| شارينت ماريتايم سيلينج للسيدات ‏ CMW | شارينت ماريتايم سيلينج للسيدات ‏ CMW | شارينت ماريتايم سيلينج للسيدات ‏ CMW |
| ----------------------------------- | ----------------------------------- | ----------------------------------- |
| م                                   | عداء                                | مرتبة                               |
| 231                                 | Frances Janse van Rensburg ‏ (طريق)  | 96                                  |
| 232                                 | Noémie Abgrall ‏                     | 103                                 |
| 233                                 | FRA                                 | OTL                                 |
| 234                                 | Lucy Gadd‏                           | 98                                  |
| 235                                 | Chloé Schoenenberger ‏               | OTL                                 |
| 236                                 | Maëva Squiban ‏                      | 99                                  |

## التصنيف العام النهائي
| التصنيف العام         | التصنيف العام            | التصنيف العام                                      | التصنيف العام | التصنيف العام |
| المتسابقة             | المتسابقة                | الفريق                                             | الوقت         |               |
| --------------------- | ------------------------ | -------------------------------------------------- | ------------- | ------------- |
| 1                     | أليسون جاكسون            | EF Education–Tibco–SVB ‏                            | 3 س 42 د 56 ث |               |
| 2                     | Katia Ragusa ‏            | ليف ريسينغ ‏                                        | + 0 ث         |               |
| 3                     | Marthe Truyen ‏           | بلانتور بورا سيلينج تيم ‏                           | + 0 ث         |               |
| 4                     | أوجيني دوفال             | FDJ–Suez ‏                                          | + 0 ث         |               |
| 5                     | Marion Borras ‏           | St. Michel–Preference Home–Auber93 (women's team) ‏ | + 0 ث         |               |
| 6                     | Marta Lach ‏              | Ceratizit Pro Cycling ‏                             | + 3 ث         |               |
| 7                     | لوت كوبيكي               | إس دي وركس ‏                                        | + 12 ث        |               |
| 8                     | فايفر جورجي              | فريق سنويب للسيدات ‏                                | + 12 ث        |               |
| 9                     | كيارا كونسوني            | يو أي أيه تيم ‏                                     | + 12 ث        |               |
| 10                    | ماريان فوس               | جامبو فيسما للسيدات ‏                               | + 12 ث        |               |
| 11                    | Julie Norman Leth ‏       | فريق أونو إكس برو للدراجات للسيدات ‏                | + 12 ث        |               |
| 12                    | لوسيندا براند            | Lidl–Trek (women's team) ‏                          | + 12 ث        |               |
| 13                    | غريس براون               | FDJ–Suez ‏                                          | + 12 ث        |               |
| 14                    | Margaux Vigié ‏           | دروبز ‏                                             | + 12 ث        |               |
| 15                    | Christina Schweinberger ‏ | بلانتور بورا سيلينج تيم ‏                           | + 12 ث        |               |
| 16                    | Elise Chabbey ‏           | كانيون–إس آر إيه إم ‏                               | + 12 ث        |               |
| 17                    | رومي كاسبر               | إن إكس تي جي ريسينغ ‏                               | + 12 ث        |               |
| 18                    | Amber Pate ‏              | Liv AlUla Jayco ‏                                   | + 12 ث        |               |
| 19                    | فيمكا ماركوس             | إس دي وركس ‏                                        | + 18 ث        |               |
| 20                    | Jesse Vandenbulcke ‏      | رالي سايكلنج ‏                                      | + 21 ث        |               |
|                       |                          |                                                    |               |               |
| مصدر: ProCyclingStats |                          |                                                    |               |               |

### تصنيف النقاط
| تصنيف النقاط          | تصنيف النقاط        | تصنيف النقاط              | تصنيف النقاط | تصنيف النقاط |
| المتسابقة             | المتسابقة           | الفريق                    | النقاط       |              |
| --------------------- | ------------------- | ------------------------- | ------------ | ------------ |
| 1                     | لوت كوبيكي          | إس دي وركس ‏               | 1240 نقطة    |              |
| 2                     | لورينا ويبيس        | إس دي وركس ‏               | 1164 نقطة    |              |
| 3                     | فايفر جورجي         | فريق سنويب للسيدات ‏       | 894 نقطة     |              |
| 4                     | إليسا بالسامو       | Lidl–Trek (women's team) ‏ | 876 نقطة     |              |
| 5                     | إليسا ونغو بورغيني  | Lidl–Trek (women's team) ‏ | 812 نقطة     |              |
| 6                     | أماندا سبرات        | Lidl–Trek (women's team) ‏ | 754 نقطة     |              |
| 7                     | ديمي فوليرينغ       | إس دي وركس ‏               | 744 نقطة     |              |
| 8                     | Maike van der Duin ‏ | كانيون–إس آر إيه إم ‏      | 688 نقطة     |              |
| 9                     | Silvia Persico ‏     | يو أي أيه تيم ‏            | 650 نقطة     |              |
| 10                    | غريس براون          | FDJ–Suez ‏                 | 618 نقطة     |              |
|                       |                     |                           |              |              |
| مصدر: ProCyclingStats |                     |                           |              |              |

## تصنيف الفرق

### الفرق حسب النقاط
| ترتيب الفرق حسب النقاط | ترتيب الفرق حسب النقاط                   | ترتيب الفرق حسب النقاط | ترتيب الفرق حسب النقاط |
| الفريق                 | الفريق                                   | النقاط                 |                        |
| ---------------------- | ---------------------------------------- | ---------------------- | ---------------------- |
| 1                      | إس دي وركس ‏                              | 4259 نقطة              |                        |
| 2                      | Lidl–Trek (women's team) ‏                | 3688 نقطة              |                        |
| 3                      | FDJ–Suez ‏                                | 2429 نقطة              |                        |
| 4                      | كانيون–إس آر إيه إم ‏                     | 2310 نقطة              |                        |
| 5                      | فريق سنويب للسيدات ‏                      | 2119 نقطة              |                        |
| 6                      | يو أي أيه تيم ‏                           | 1764 نقطة              |                        |
| 7                      | EF Education–Tibco–SVB ‏                  | 1296 نقطة              |                        |
| 8                      | بلانتور بورا سيلينج تيم ‏                 | 1230 نقطة              |                        |
| 9                      | فريق أونو إكس برو للدراجات للسيدات 2023 ‏ | 1215 نقطة              |                        |
| 10                     | موفيستار للسيدات ‏                        | 1197 نقطة              |                        |
|                        |                                          |                        |                        |
| مصدر: ProCyclingStats  |                                          |                        |                        |

## تصانيف فرعية

### تصنيف أفضل شاب
| تصنيف أفضل شابة       | تصنيف أفضل شابة     | تصنيف أفضل شابة           | تصنيف أفضل شابة | تصنيف أفضل شابة |
| المتسابقة             | المتسابقة           | الفريق                    | الوقت           |                 |
| --------------------- | ------------------- | ------------------------- | --------------- | --------------- |
| 1                     | Maike van der Duin ‏ | كانيون–إس آر إيه إم ‏      |                 |                 |
| 2                     | شيرين فان أنروي     | Lidl–Trek (women's team) ‏ |                 |                 |
| 3                     | Megan Jastrab ‏      | فريق سنويب للسيدات ‏       |                 |                 |
|                       |                     |                           |                 |                 |
| مصدر: ProCyclingStats |                     |                           |                 |                 |

## وصلات خارجية
- الموقع الرسمي
- لمحة عن سباق باريس روبيه للسيدات 2023 على موقع  ProCyclingStats   (برو  سايكلنج  ستاتس) - إحصاءات  محترفي  الدراجات.
- باريس روبيه للسيدات 2023 على موقع إحصائيات الدراجات الإحترافية (الإنجليزية)